# Рибейра-Шан
Рибейра-Шан (порт. Ribeira Chã) — район (фрегезия) в Португалии, входит в округ Азорские острова. Расположен на острове Сан-Мигел. Является составной частью муниципалитета Лагоа. Население составляет 366 человек на 2001 год. Занимает площадь 2,52 км².
Покровителем района считается Иосиф Обручник (порт. São José).